# 威勒比
威勒比（英語：Werribee）是距墨尔本中央商务区西南方向32公里的一个郊区。它的当地政府地区是云登市。在2011年的人口普查中，威勒比的人口有37,737人。